# Teoria Dezert-Smarandache
Ca o generalizare a Teoriei Dempster-Shafer (TDS) a evidentei, Teoria Dezert-Smarandache (TDSm) a raționamentului plauzibil și paradoxist permite combinarea formală a oricărui fel de informații: certe, incerte, paradoxale. Ea a fost dezvoltată de Jean Dezert și Florentin Smarandache.

Teoria DSm poate furniza informații complexe și rezolva probleme în care TDS nu se aplică, în special când conflictele (paradoxurile) între surse devin mari și când rafinamentul cadrului de discernământ este imposibil din cauza naturii imprecise, vagi, relative a elementelor.